# Opiliaceae
Famille
Classification APG III (2009)
La famille des Opiliacées regroupe des plantes dicotylédones. Selon Watson & Dallwitz, elle comprend dix à trente espèces réparties en sept à dix genres. 
Ce sont des arbres, des arbustes ou des lianes, certains parasitant les racines de leurs hôtes, des régions subtropicales à tropicales.

## Étymologie
Le nom vient du genre Opilia dont aucune origine n'a été donnée dans la description originale du botaniste écossais William Roxburgh (1759-1815) datant de 1802. Le nom pourrait être apparenté à Opilio, « berger, pasteur ».

## Classification
L'Angiosperm Phylogeny Website (9 fév 2008) agrandit la famille en incluant quelques genres traditionnellement assignés à la famille des Santalacées.

## Liste des genres
Selon Angiosperm Phylogeny Website (29 avr. 2010) :
- Agonandra (en)
- Cansjera (en)
- Champereia
- Gjellerupia (en)
- Lepionurus (en)
- Melientha (en)
- Opilia (en)
- Pentarhopalopilia (en)
- Rhopalopilia (en)
- Urobotrya

Selon NCBI (29 avr. 2010) :
- Agonandra
- Cansjera
- Champereia
- Lepionurus
- Opilia
- Pentarhopalopilia
- Urobotrya

Selon DELTA Angio (29 avr. 2010) :
- Agonandra
- Cansjera
- Champereia
- Gjellerupia
- Lepionurus
- Melientha
- Opilia
- Pentarhopalopilia
- Rhopalopilia
- Urobotrya

## Liste des espèces
Selon NCBI (29 avr. 2010) :
- genre Agonandra
  - Agonandra macrocarpa
  - Agonandra racemosa
- genre Cansjera
  - Cansjera leptostachya
  - Cansjera rheedei
- genre Champereia
  - Champereia manillana
- genre Lepionurus
  - Lepionurus sylvestris
- genre Opilia
  - Opilia amentacea
- genre Pentarhopalopilia
  - Pentarhopalopilia marquesii
- genre Urobotrya
  - Urobotrya siamensis